# Libro di entrata-uscita
Un libro di entrata-uscita è una fonte scritta dove sono elencate le voci relative alla riscossione di crediti e al pagamento di debiti. Fa parte di una più ampia categoria definita "libri dei conti".
Nel medio evo erano conosciuti come "introitus et exitus libri" (libri delle entrate e delle uscite) ed erano documenti contabili redatti regolarmente da ogni tipo di ente di diritto pubblico o privato.  
Se ne redigevano in ambiente monastico ma anche comunale, per non parlare di quelli redatti in ambito imperiale, pontificio e dei vari uffici delle nazioni. Ovviamente anche  i mercanti provvedevano alla loro redazione. Anzi, proprio in ambiente mercantile fu elaborata   quella variante della scrittura gotica, detta "scrittura mercantesca" utilizzata spesso per la scrittura di questi documenti tra il XIII e il XVI secolo.
Normalmente in questi ambienti i libri erano tenuti in partita semplice, quindi le entrate e le uscite erano elencate separatamente in pagine diverse e non sempre i rispettivi totali erano posti in riscontro.
Nati dapprima come semplici memorie delle operazioni finanziarie effettuate furono in seguito regolamentati e resi obbligatori.
A seconda del tipo di movimento registrato potevano (e possono) essere detti "libro giornale" (elenca i movimenti eseguiti quotidianamente in ordine cronologico); "libro mastro" (elenca tutti i movimenti relativi ad una particolare categoria, per es. l'acquisto di vino o la riscossione di affitti). 
Dagli statuti corporativi delle "Arti" di varie città italiane si prescriveva spesso l'obbligo verso ogni bottega a tenere un libro di movimenti contabili. Oltre al generico libro di bottega, redatto in partita doppia, spesso veniva tenuto a parte anche il libro di entrate-uscite, redatto, invece che giorno per giorno, per clienti e fornitori.
Oltre a questi usi (confluito anche nell'uso della ragioneria moderna), è interessante l'uso familiare di tali libri nel passato (essendo più semplici e veloci da redigere e quindi più adatti anche a un ambito domestico), legati quindi all'amministrazione privata dei nuclei familiari.